# Убинский
У́бинский — посёлок в Беловском районе Кемеровской области. Входит в состав Моховского сельского поселения.

## География
Центральная часть населённого пункта расположена на высоте 187 метров над уровнем моря.

## Население
По данным Всероссийской переписи населения 2010 года, в посёлке Убинский проживает 567 человек (271 мужчина, 296 женщин).